# Albert Nijenhuis
Albert Nijenhuis (* 21. November 1926 in Eindhoven; † 13. Februar 2015) war ein niederländisch-US-amerikanischer Mathematiker.

## Leben
Nijenhuis wurde 1952 bei Jan Arnoldus Schouten an der Universität Amsterdam promoviert (Theory of the geometric object) und war danach 1952/53 an der Princeton University und 1953 bis 1955 am Institute for Advanced Study (und nochmals 1961/62, als er Guggenheim Fellow war). 1955/56 war er Instructor an der University of Chicago. 1956 wurde er Assistant Professor und später Professor an der University of Washington. 1963 wurde er Professor an der University of Pennsylvania, wo er 1987 emeritierte. Er war unter anderem Gastprofessor an der Universität Genf (1967/68), am Dartmouth College (1977/78) und 1964/64 Fulbright Lecturer an der Universität Amsterdam.
Nijenhuis befasste sich mit Kombinatorik inklusive Algorithmen, globaler und lokaler Differentialgeometrie und Theorie der Deformationen in Algebra und Geometrie. Verschiedene Lie-algebraische Strukturen sind nach ihm benannt (Frölicher-Nijenhuis-Klammer, Nijenhuis-Richardson-Klammer, Schouten-Nijenhuis-Klammer).
1958 war er Invited Speaker auf dem Internationalen Mathematikerkongress in Edinburgh (Geometric aspects of formal differential operations on tensor fields).
Er war seit 1955 verheiratet und hatte vier Kinder. Nijenhuis besaß die US-amerikanische Staatsbürgerschaft. Er war korrespondierendes Mitglied der Königlich Niederländischen Akademie der Wissenschaften und Fellow der American Mathematical Society.

## Schriften
- mit Herbert Wilf Combinatorial algorithms for computers and calculators, Academic Press 1978